# 董珊
董珊（？年—1564年），字邦奇，陕西延安府膚施縣人，民籍。明朝政治人物。

## 生平
正德十四年（1519年）己卯科陕西鄉試舉人，嘉靖五年（1526年）丙戌科第三甲第159名進士，嘉靖七年至十一年任山西临汾县知县。十一年十一月选授河南道試御史，十四年巡按云南，二十年九月升大理寺左寺丞，二十三年二月升左少卿，五月升都察院右佥都御史、巡抚辽东，二十四年三月以考察革任閑住。